# Zlaté Slunce
Zlaté Slunce je samota patřící k místní části Chocenice obce Břežany I v okrese Kolín. Leží při silnici I/12 vzdušnou čarou zhruba 7 kilometrů západoseverozápadně od města Kolína a necelých 6 kilometrů východoseverovýchodně od městyse Plaňany, v nadmořské výšce 246 metrů. V současnosti se skládá převážně z různých nových komerčních objektů. Většina z nich se rozkládá na jižní straně od silnice (vpravo ve směru na Kolín), je zde mimo jiné veřejná čerpací stanice, autoservis a restaurace. Na této straně silnice leží také původní památkové objekty. Na opačné (severní) straně jsou dva další komerční objekty, patřící k části Vítězov obce Velim.

## Historie a památky

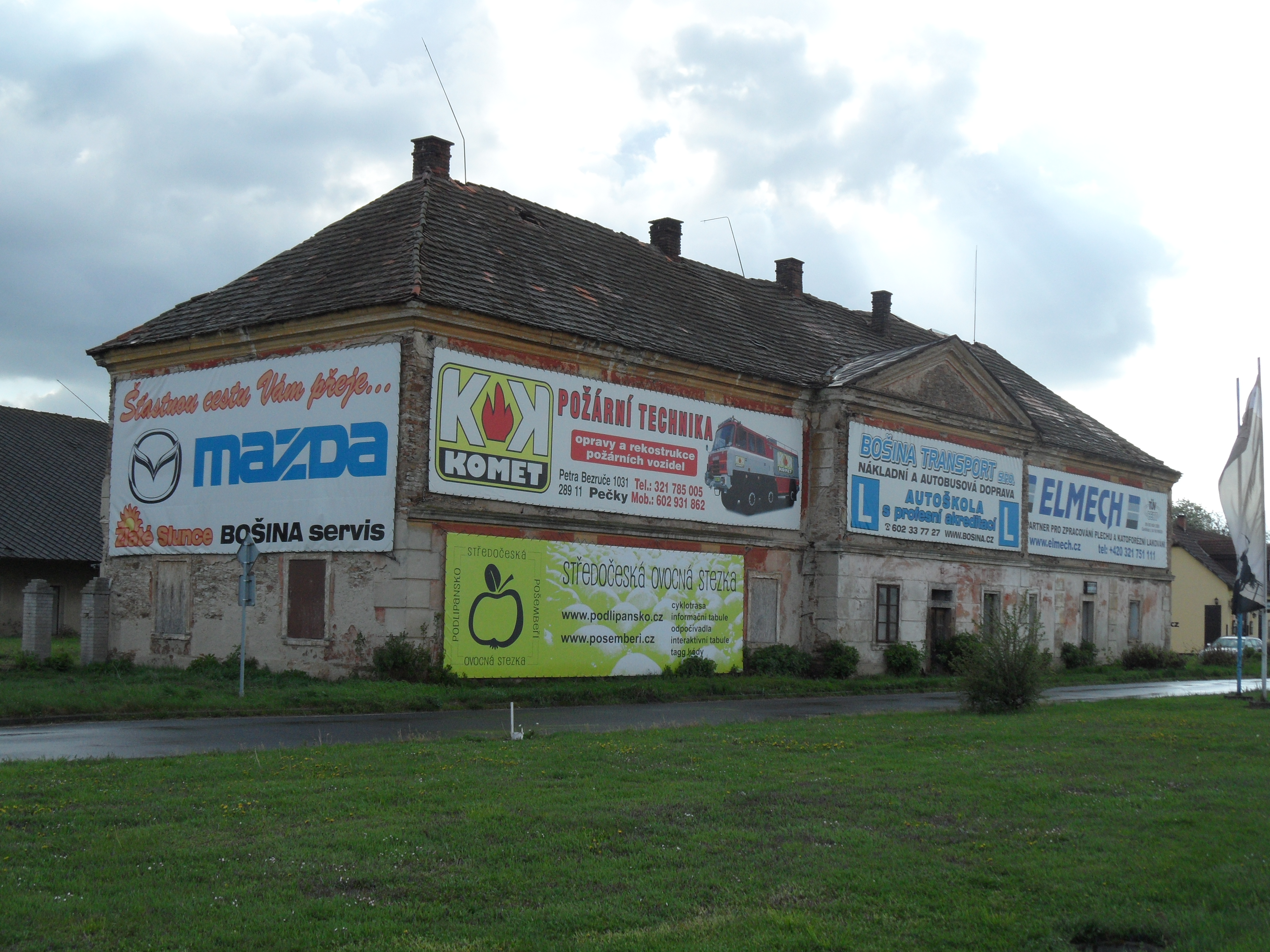
Chátrající kulturní památka: zájezdní hostinec

Samota Zlaté Slunce vznikla při císařské silnici z Prahy do Vídně v 17. století, později zde byl postaven zájezdní hostinec. 18. června 1757 v tomto prostoru zaujala postavení pruská armáda před bitvou u Kolína, přitom horní místnosti zájezdního hostince měl využít sám pruský král Fridrich II. Veliký (Bedřich II.) jako pozorovatelnu.
Areál velké zájezdní hospody Zlaté Slunce (Chocenice čp. 21) u bývalé císařské silnice je patrová klasicistní budova doplněná dalšími hospodářskými stavbami, rozloženými kolem obdélného dvora. Areál je již od roku 1958 chráněn jako kulturní památka zapsaná do Ústředního seznamu nemovitých kulturních památek ČR (číslo rejstříku ÚSKP 31380/2-3418). Památka v soukromém vlastnictví již řadu let chátrá, takže ji Národní památkový seznam vede v Seznamu ohrožených nemovitých památek. V popisu stavu se konstatuje: „Dlouhodobě bez využití, špatně zajištěno a chátrající. Postupně dochází k ničení původních součástí stavby a některých jejích konstrukcí. XI/2011 Památka je sice zajištěna proti volnému vniknutí, ale oprava dosud nebyla zahájena; IV/2013: stav i nadále trvá, památka je pouze ochráněna proti přímému vniknutí, ale její zabezpečení není dostatečné a chátrání stále pokračuje;“

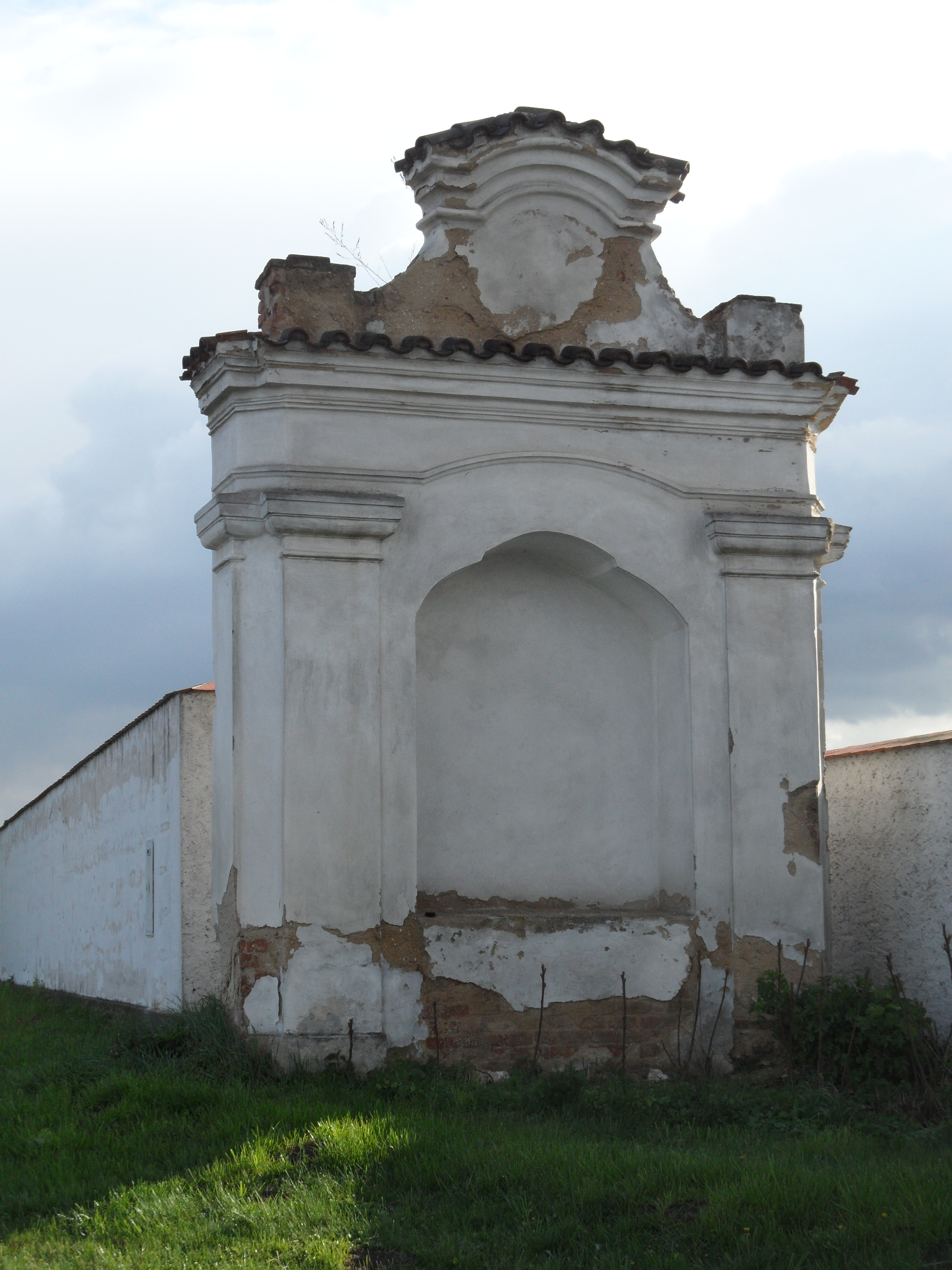
Kaplička sv. Jana Nepomuckého

Barokní výklenková kaplička svatého Jana Nepomuckého z poloviny 18. století se nachází ve směru na Kolín na začátku areálu, ještě před čerpací stanicí pohonných hmot a několik desítek metrů před hospodou Zlaté Slunce.

## Doprava
Samotou prochází silnice I/12 Praha – Kolín. Na ní se oboustranně nachází autobusová zastávka Břežany I, Zlaté slunce. V roce 2014 zde měla zastávku větev regionální autobusové linky 230054 (SID G54) Kolín-Plaňany-Kouřim dopravce Okresní autobusová doprava Kolín, s.r.o., na níž zde staví v pracovních dnech dva ranní spoje směrem z Kolína a tři ranní spoje do Kolína, v neděli pouze jeden brzký ranní spoj do Kolína. Dále v zastávce staví dálková linka 600110 Chotěboř-Čáslav-Kolín-Praha dopravce Arriva Východní Čechy a.s., na níž jede jeden pár spojů v neděli večer.

## Fotogalerie

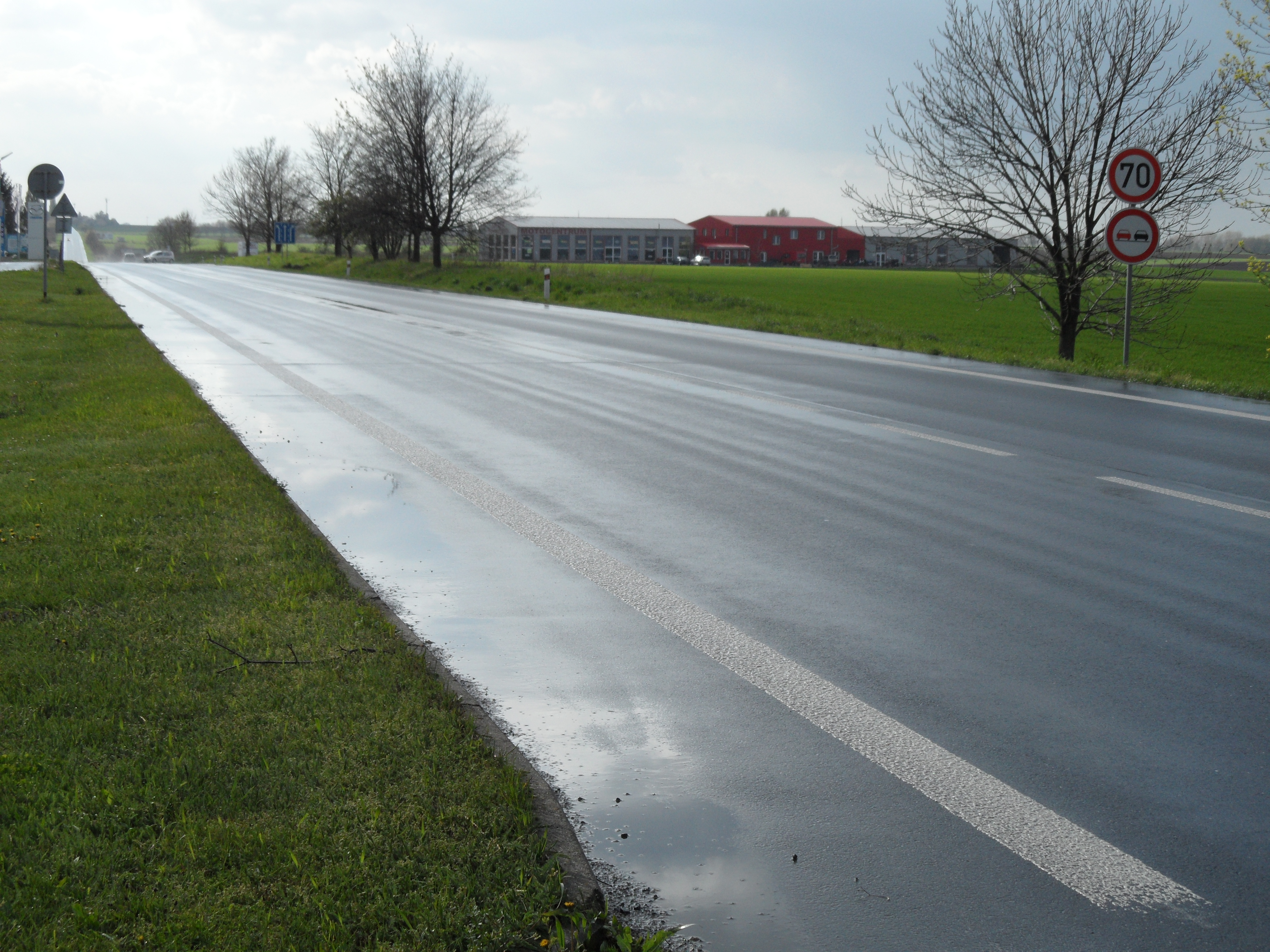
Zlaté Slunce (severní část)
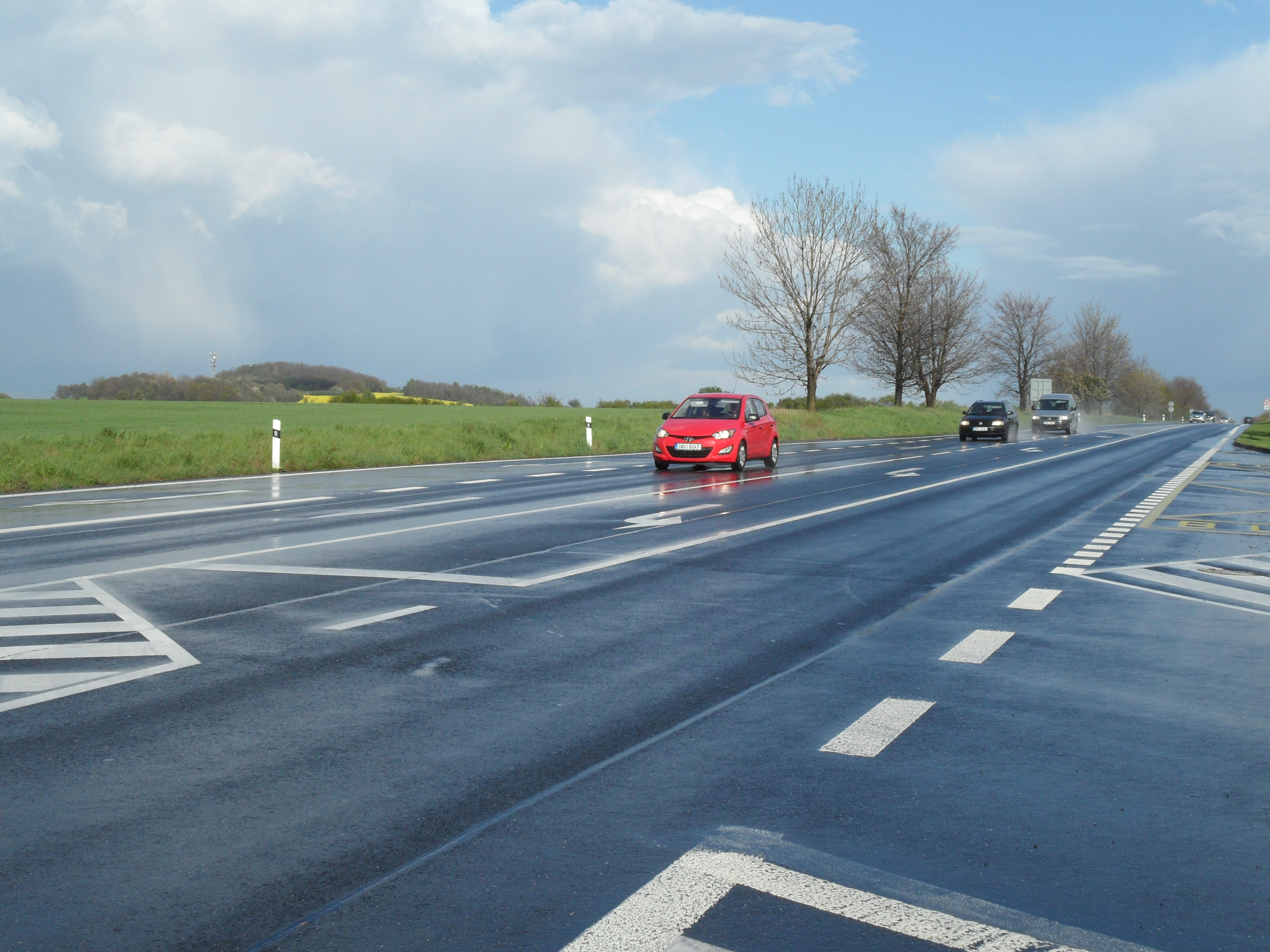
Silnice podel samoty Zlaté Slunce